# Мужчины в металле
Мужчины в Металле (сокращенно «МвМ») — российская группа из Екатеринбурга, играющая в стилях хэви-метал и пауэр-метал. С момента основания в 2008 году до наших дней состав неоднократно менялся; постоянными участниками остаются Юрий Сахнов (вокал) и Александр Руденко (бас, гитара). Название группы — цитата из песни группы «Ария» «Дай жару!».

## История
С начала 2010-х годов группа активно выступает в небольших клубах Екатеринбурга и Свердловской области и довольно быстро приобретает локальную известность. Со временем коллектив вышел на более значительные площадки и по сей день является постоянным участником многих крупных рок-фестивалей.
В 2011 году была предпринята попытка записи демо, закончившаяся не вполне удачно, и большинство записей того периода так и не были представлены широкой публике. Первый релиз группе удалось подготовить только четыре года спустя — в 2015 году выходит дебютный альбом «Победа» (в 2018 переиздан финским лейблом «Inverse Records»). Продюсером и основным идеологом записи стал гитарист и композитор группы Тимофей Минеев, работавший с коллективом с 2013 по 2016 год. На альбом обратили внимания ряд независимых изданий; в частности, релиз освещался журналами Rockcor и In Rock.
В 2016 году группа приняла участие в русскоязычном трибьюте Helloween с композицией «Этой сказке нет конца» (оригинал «A Tale That Wasn’t Right»).
В 2018 году записан полноформатный альбом «Пусть душа расправит крылья», выпущенный финским лейблом «Inverse Records» 30 ноября 2018 года. Альбом обсуждался независимыми изданиями Франции, Италии, Португалии. Пластинка получила смешанные отзывы критики.
В 2019 году группа приняла участие в русскоязычном трибьюте Gamma Ray с композицией «Хэви-метал времена» (оригинал «Heavy Metal Universe»).
В 2021 году группа представила очередной полноформатный альбом «Сибирь» (цифровой релиз состоялся 27 сентября 2021 года). Для записи в качестве сессионных музыкантов были привлечены Николай Иванов (клавишные) и Евгений Рябченко (ударные), известный по участию в группах Belphegor, Decapitated, Fleshgod Apocalypse и т.д. В отличие от предыдущего альбома, пластинка не содержит радикальных экспериментов и выдержана в духе классического пауэр-метала.

## Состав

### Участники
- Юрий Сахнов — вокал (2008-по настоящее время)
- Александр Руденко — гитара, бас-гитара (2008-по настоящее время)

### Бывшие участники
- Алексей Расковалов — гитара (2008—2010)
- Тимофей Минеев — гитара (2013—2016)
- Станислав Близнюк — бас-гитара (2008—2009)
- Юрий Смолин — бас-гитара (2009—2012)
- Илья Лазарев — ударные (2008—2013)

## Временная Шкала
Шаблон:Graph:Band timeline

### Музыканты на концертах
- Александр Ляш — гитара (2013—2014)
- Евгений Шипунов — гитара (2014—2019)
- Иван Савичев — гитара (2016—2019)
- Дамир Харисов — ударные (2013—2014)
- Владимир Косовских — ударные (2013—2019)

### Музыканты в студии
- Николай Иванов — клавишные (2020)
- Тимофей Минеев — гитара (2013—2016)
- Владимир Косовских — ударные (2016—2019)
- Анатолий Компанец — ударные (2017)
- Евгений Рябченко — ударные (2020)

## Дискография

### Альбомы
1. Победа[1] (2015)
2. Пусть душа расправит крылья (2018)
3. Сибирь (2021)